# Grand Boycott américain

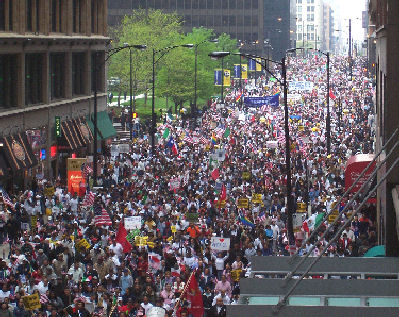
Manifestation du 1er mai 2006, à Chicago

Le Grand Boycott américain (en anglais Great American Boycott et El Gran Paro Americano en espagnol) désigne le boycott des écoles et entreprises américaines par les immigrants illégaux, le 1er mai 2006, dans la foulée du mouvement contre la réforme de la loi sur l'immigration. Cette date a été choisie pour sa coïncidence avec la fête du Travail, bien qu'aux États-Unis la fête du travail ne soit pas célébrée de manière étendue, à cause de sa connotation socialiste.
Les organisateurs ont incité les participants à cesser de consommer, vendre, travailler, aller à l'école, afin de prouver à quel point le travail des immigrants est nécessaire pour l'économie américaine. Les partisans du boycott se sont réunis dans les grandes villes des États-Unis afin de réclamer l'amnistie et la mise en place de programmes de régularisation des étrangers en situation irrégulière. C'est pour cette raison que ce jour est parfois appelé Un jour sans immigrants, en référence au film de satire politique Un jour sans mexicains, sorti en 2004.
Certaines sources estiment que plus d'un million de personnes ont participé aux manifestations. Le rectorat de Los Angeles ainsi que la ville de Chicago ont connu de fort taux d'absentéisme scolaire, ainsi que dans toutes les écoles du pays où la proportion d'Hispaniques est importante. Des centaines de milliers d'immigrants illégaux et de partisans d'un assouplissement de la politique de l'immigration, vêtus de blanc pour symboliser la paix, ont participé à des manifestations à travers tous les États-Unis. Les plus importantes se sont déroulées à Los Angeles et à Chicago. De nombreux participants arboraient des drapeaux américains, bien que d'autres préfèrèrent des drapeaux mexicains ou sud-américains voire marxistes. À Chicago, des drapeaux irlandais et polonais ont été également arborés.
La majorité des manifestations ont été pacifiques, bien qu'à Vista, le rassemblement ait pris un cours violent à la fin de la journée, les manifestants commençant à lancer des pierres  et des bouteilles en direction des adjoints au sheriff. D'autre part, deux personnes ont été arrêtées au cours d'une manifestation dans le Parc MacArthur de Los Angeles. Une personne a également été poignardée à proximité de la manifestation de San José.
Bien que les effets économiques du boycott sont encore mal connus et qu'il n'a pas réussi à stopper le business as usual (cours habituel des choses), le boycott a eu un impact incontestable sur le commerce dans certaines zones. Selon la 
Los Angeles County Economic Development Corporation, le boycott a eu un impact de 52 millions de dollars sur l'économie de Los Angeles, soit 4,3 % des 1,2 milliard quotidiens générés par l'économie. L'impact du boycott s'est fait le plus ressentir parmi les communautés Hispaniques où vivent la plupart des immigrants illégaux. 
Au niveau international, les syndicats et d'autres groupes se sont investis dans un boycott d'un jour des produits américaines appelé le "Nothing Gringo Boycott" (boycott des produits "Gringo"), notamment au Mexique et dans les pays d'Amérique centrale. Ce boycott a eu en fait peu de conséquences sur l'économie américaine. Des manifestations se sont tenues également au Mexique. 